# ССД Соко
Српско соколско друштво Соко дјелује под окриљем манастира у Добруну.Броји око 250 активних чланова, већином младих, који се окупљају и стваралачки дјелују кроз више секција.
Уз благослов Митрополита дабробосанског Николаја основано је 1998. године, чиме је обнољем рад некадашњег соколског покрета у Вишеграду, који датира из 1908. године. 

## Секције
- Рецитаторска
- Драмска
- Спортска
- Издавачка
- Грађевинска
- Хуманитарна
- Секција кућне радиности

## Радови секција
У Драмску секцију Сокола укључени су сви ученици подручне Основне школе «Вук Караџић» из Добруна код Вишеграда. У протеклих петнаестак година кроз секцију је прошло око 150 основаца, од којих су многи у наставку школовања задржали љубав према драмској умјетности. У Соколову Издавачку секцију укључени су монаси манастира из Добунске Ријеке, које предводи духовник Сокола, архимандрит Јован Гардовић, јавни, културни радници и новинари из Вишеграда, Соколца, Фоче, Рогатице и Ужица. 
У сарадњи са Издавачком кућом «Дабар» ова секција по правилу два пута годишње издаје часопис за културну и духовну просвјету «Соко»
У Драмску секцију Сокола укључени су сви ученици подручне Основне школе «Вук Караџић» из Добруна код Вишеграда. У протеклих петнаестак година кроз секцију је прошло око 150 основаца, од којих су многи у наставку школовања задржали љубав према драмској умјетности. 

## Циљеви друштва
Настављајући изворну традицију ССД «Соко» Добрун-Вишеград има за циљ његовање духовности, спортског и културног аматеризма, као и традиције и културе свог краја. Кроз бројне програме и активности ССД «Соко» настоји одржати постојећа и склапати нова пријатељства са сличним друштвима и КУД-овима из ближег окружења ( Босна и Херцеговина, Србија, Црна Гора, Македонија, Словенија и Хрватска), као и из земаља у којима је Соколски покрет нарочито био и још увијек је развијен ( Чешка, Словачка, Украјина, Грчка, Бугарска...). 

## Резултати
ССД «Соко» је 2003. године основао Међународни Сабор фолклора, који је од 2012. године, након што се фолклорна секција, кроз коју је продефиловао велики број дјечака и дјевојчица, припојила КУД-у «Бикавац» из Вишеграда, постао општинска културна манифестација. 
Почев од 2010. године колективни члан Сокола и његове спорске секције постаје дотадашња школа фудбала «Бамби-Соко» из Вишеграда, која броји око 100 чланова, чиме су спортске активности подигнуте на знатно већи ниво. 